# Лаадьяла
Ла́адьяла (ест. Laadjala küla) — село в Естонії, у волості Ляене-Сааре повіту Сааремаа.

## Населення
Чисельність населення на 31 грудня 2011 року становила 53 особи.

## Географія
Край села тече річка Пидусте (Põduste jõgi).
Через село проходить автошлях 79 (Упа — Лейзі). Від села починається автошлях 124 (Лаадьяла — Кар'я).

## Історія
До 12 грудня 2014 року село входило до складу волості Каарма.

## Пам'ятки природи
На південний захід від села розташовується заказник Пидусте-Упа (Põduste-Upa hoiuala), площа — 339,3 га (58°18′6″ пн. ш. 22°31′14″ сх. д. / 58.30167° пн. ш. 22.52056° сх. д.).